# Theodor Helten
Theodor Helten (* 9. April 1897 in Köln-Ehrenfeld; † 18. Mai 1942 in Sachsenhausen) war ein katholischer Geistlicher und wurde im KZ Sachsenhausen zu Tode gequält.

## Herkunft und Ausbildung
Theodor Helten war eines von sieben Kindern des Pferdekutschers Hermann Helten und dessen Frau Gertrud, geborene Albrecht. Nach dem Studium der katholischen Theologie an der Universität Bonn und der anschließenden Ausbildung im Kölner Priesterseminar wurde er am 10. August 1923 im Hohen Dom zu Köln von Erzbischof Karl Joseph Kardinal Schulte zum Priester geweiht.

## Wirken
Eine erste Stelle führte ihn am 11. Dezember 1923 als Kaplan nach Nievenheim, eine weitere bereits am 16. August 1924 in das oberbergische Morsbach und eine dritte am 6. März 1928 nach Meckenheim, bevor er am 23. März 1931 zum Rektoratspfarrer in Heisterbacherrott ernannt wurde. Während seiner dortigen Tätigkeit erfuhr die seit 1921 bestehende Wallfahrt zur Reliquie des heiligen Apostels Judas Thaddäus gerade auch nach 1933 einen regen Zulauf.

## Verhaftung und Tod
Nach anonymer Denunziation wegen angeblicher Unterschlagung von Wallfahrtsgeldern und Steuerhinterziehung wurde Helten im April 1937 festgenommen und für 18 Monate im Gefängnis von Königswinter in sogenannter Schutzhaft gefangengehalten. Anschließend kehrte er für einen Tag wieder nach Heisterbacherrott zurück, verließ den Ort jedoch bereits am darauffolgenden Tag, da gegen ihn seitens der örtlichen NS-Funktionäre Drohungen ausgesprochen wurden.
In der darauffolgenden Zeit wurde Helten in der Wandernden Kirche eingesetzt, bis ihn die Gestapo an einem bislang nicht bekannten Datum erneut festnahm und in das Konzentrationslager Sachsenhausen einlieferte. Dort wurde Helten von einem kommunistischen Kapo zu Tode gequält. Das Standesamt Oranienburg gab den 18. Mai 1942 als Sterbedatum an. Der Leichnam des Geistlichen wurde im kleinen Krematorium auf dem Industriehof des KZ Sachsenhausen eingeäschert. Die Urne konnte seine Mutter später in Köln gegen Entrichtung einer Gebühr abholen und auf dem Melaten-Friedhof im Familiengrab bestatten lassen.

## Ehrungen
- In Heisterbacherrott erinnert der Rektor-Helten-Weg an den Priester.

## Missbrauchstäter
Erst 2024 wurde bekannt, dass Rektor Helten von der NS-Justiz „im Jahr 1939 wegen sexuellem Missbrauch an Minderjährigen verurteilt wurde“. 1960/62 wurde das Urteil überprüft und nicht aufgehoben.